# Pływanie artystyczne na Mistrzostwach Świata w Pływaniu 2022 – zespół technicznie
Zespół technicznie – jedna z konkurencji rozgrywanych w ramach pływania artystycznego, podczas mistrzostw świata w pływaniu w 2022. Eliminacje odbyły się 19 czerwca, a finał został rozegrany 21 czerwca.
Do eliminacji zgłoszonych zostało 19 reprezentacji, z których każda mogła wystawić do rywalizacji osiem zawodniczek. Dwanaście zespołów z najlepszą notą awansowało do finałowej rywalizacji.
Zawody w tej konkurencji wygrały reprezentantki Chin Chang Hao, Feng Yu, Wang Ciyue, Wang Liuyi, Wang Qianyi, Xiang Binxuan, Xiao Yanning i Zhang Yayi. Drugą pozycję zajęły zawodniczki z Japonii Moka Fujii, Moe Higa, Moeka Kijima, Tomoka Sato, Akane Yanagisawa, Mashiro Yasunaga, Megumu Yoshida i Rie Yoshida. Trzecią pozycję zaś wywalczyły pływaczki artystyczne reprezentujące Włochy – Domiziana Cavanna, Linda Cerruti, Costanza di Camillo, Costanza Ferro, Gemma Galli, Marta Iacoacci, Marta Murru i Enrica Piccoli.

## Wyniki
| Miejsce | Państwo           | Eliminacje | Eliminacje | Finał   | Finał   |
| Miejsce | Państwo           | Wynik      | Miejsce    | Wynik   | Miejsce |
| ------- | ----------------- | ---------- | ---------- | ------- | ------- |
| 01 !    | Chiny             | 94,0039    | 1.         | 94,7202 | 1.      |
| 02 !    | Japonia           | 91,2049    | 2.         | 92,2261 | 2.      |
| 03 !    | Włochy            | 89,5775    | 3.         | 91,0191 | 3.      |
| 4.      | Francja           | 86,4984    | 4.         | 88,3558 | 4.      |
| 5.      | Grecja            | 86,2755    | 5.         | 87,2261 | 5.      |
| 6.      | Stany Zjednoczone | 85,6085    | 6.         | 86,9907 | 6.      |
| 7.      | Izrael            | 84,3848    | 8.         | 84,5315 | 7.      |
| 8.      | Kanada            | 84,7752    | 7.         | 84,4817 | 8.      |
| 9.      | Wielka Brytania   | 82,1773    | 9.         | 82,5264 | 9.      |
| 10.     | Szwajcaria        | 81,3767    | 10.        | 81,5920 | 10.     |
| 11.     | Kazachstan        | 80,3196    | 11.        | 81,2713 | 11.     |
| 12.     | Brazylia          | 78,4964    | 12.        | 79,2419 | 12.     |
| 13.     | Portugalia        | 75,6638    | 13.        | NQ      | NQ      |
| 14.     | Węgry             | 75,6519    | 14.        | NQ      | NQ      |
| 15.     | Egipt             | 75,5103    | 15.        | NQ      | NQ      |
| 16.     | Singapur          | 74,1444    | 16.        | NQ      | NQ      |
| 17.     | Australia         | 70,5530    | 17.        | NQ      | NQ      |
| 18.     | Kostaryka         | 64,7922    | 18.        | NQ      | NQ      |
| 19.     | Ukraina           | DNS        | DNS        | NQ      | NQ      |